# Mykoplasmose des Geflügels
Die Mykoplasmose des Geflügels ist eine chronische, seuchenhafte Erkrankung von Puten und Hühnern, die durch Mykoplasmen hervorgerufen wird (Mykoplasmose). Hierbei treten vor allem in der Mastaufzucht von Jungtieren wirtschaftliche Verluste durch unzureichende Gewichtszunahme und qualitative Mängel des Fleisches auf. Daneben kommt es bei der Legehennenhaltung zu einer langsamen Abnahme der Legetätigkeit der Tiere. Die Erkrankung ist eine Faktorenkrankheit, da ihr Auftreten durch mangelhafte hygienische Bedingungen begünstigt wird und das Auftreten von Begleiteininfektionen mit anderen Keimen wie Escherichia coli häufig zu beobachten ist.
Von besonderen wirtschaftlichen Bedeutung sind Mycoplasma synoviae, Mycoplasma gallisepticum, Mycoplasma meleagridis und Mycoplasma iowae. Insgesamt wurden 24 verschiedene Mykoplasma-Spezies beim Geflügel beschrieben. Die früher angenommene hohe Wirtsspezifität erwies sich als nicht zutreffend. So wurde M. meleagridis neben Puten beispielsweise in wildlebenden Raubvögeln und M. synoviae neben Hausgeflügel bei Stadttauben und Sperlingen nachgewiesen.

## Klinisches Bild
Die Inkubationszeit beträgt bei Hühnern 10 bis 30 Tage, für Puten wird sie mit sechs Tagen bis 17 Wochen angegeben. Am häufigsten erkranken Küken im Alter von vier bis acht Wochen. Die Krankheit tritt meist während der Wintermonate auf. Die Mortalität beträgt bis zu 30 Prozent. 
Hühnerküken weisen zu Beginn der Erkrankung Bindehautentzündungen sowie Nasen- und Augenausfluss auf. Einige Tiere zeigen zusätzlich eine respiratorische Symptomatik mit schniefenden und schmatzenden Atemgeräuschen und deutlicher Schnabelatmung. Oft geht die Futteraufnahme zurück, die Tiere weisen ungepflegtes Gefieder auf. Die Krankheit entwickelt sich schleichend. Vor allem bei schnellwachsenden Mastküken fällt hierbei die unterschiedliche Wachstumsgeschwindigkeit bei den Tieren des Bestandes auf. In Mastbeständen treten die meisten Todesfälle auf. 
Auch bei Legehennen dominiert zunächst die oben beschriebene respiratorische Symptomatik. Hier fällt allerdings weniger die Abmagerung der Tiere ins Gewicht, wesentlich auffälliger ist der Rückgang der Legeleistung um 5 bis 20 Prozent. Mit fortschreitender Krankheitsdauer kommt es durch bakterielle Sekundärinfektionen im Bereich der Unteraugenhöhlen (Sinus infraorbitalis) zu beuligen Auftreibungen, die den Tieren ein eulenartiges Aussehen verleihen. 
Bei Putenküken beginnt die Erkrankung mit verstärkter Sekretion im Bereich von Augen und Nase. Die Tiere versuchen, sich dieser Abscheidungen durch Kopfschütteln zu entledigen. Ähnlich wie bei Hühnern kommt es später zur Auftreibung der Unteraugenhöhlen. Diese Form der Mykoplasmose wird als infektiöse Sinusitis bezeichnet.
Bei Zuchtputen ist die embryonale Spätmortalität bei Infektion mit M. meleagridis bzw. M. iowae wohl am bedeutendsten.

## Nachweisverfahren
Zum direkten Nachweis der Erreger stehen Isolation mit anschließender Anzucht und Polymerase-Kettenreaktion zur Verfügung. Die serologische Untersuchung dient dem indirekten Nachweis des Erregers im Bestand.

## Behandlung
Zur Behandlung haben sich die Antibiotika Tylosin, Erythromycin, Spiramycin und Tiamulin bewährt. Weitere Antibiotika können zur Unterdrückung von Begleitinfektionen notwendig sein. Wesentlich effektiver ist die Vorbeugung gegen die Krankheit durch Hygienemaßnahmen und gezieltes Merzen infizierter Tiere. Es wird versucht, gezielt Mykoplasmen-freie Bestände heranzuzüchten. Daneben ist eine aktive Immunisierung durch eine in die Nasenhöhle verabreichte Impfung möglich.